# Eleonora Grzondziel-Majzel
Eleonora Grzondziel-Majzel, Eleonora Grządzielówna (ur. 31 stycznia 1921 w Murckach, zm. 13 grudnia 1993 w Katowicach) – polska kompozytorka i pedagożka.

## Życiorys
Studiowała w Państwowej Wyższej Szkole Muzycznej w Katowicach, gdzie uczyła się w klasie kompozycji u Bolesława Woytowicza do 1951 roku oraz w klasie fortepianu u Marty Furmanikowej do 1955 roku. Brała udział w Festiwalu Muzycznym w Bułgarii w 1959 roku, w ramach wymiany kompozytorów odwiedziła ZSRR w 1962 roku. Pracowała w Podstawowej Szkole Muzycznej w Katowicach od 1947 roku oraz w Państwowym Liceum Muzycznym od 1951 roku, gdzie prowadziła klasę fortepianu; uczyła gry na fortepianie i improwizacji. Przeszła na emeryturę w 1976 roku.
Została pochowana na Cmentarzu Komunalnym przy ul. Panewnickiej w Katowicach.

## Twórczość
Wybrane kompozycje:
- Toccata (1948)[1]
- Theme varie na skrzypce i fortepian (1948)[5]
- Brzask, kantata do słów Mieczysława Jastruna (1949)[3]
- Concertino na fortepian i orkiestrę (1951)[3]
- Symfonia na chór i orkiestrę do słów Juliusza Słowackiego (1955)
- Intermezzo (1956)[1]
- Sonata na altówkę i fortepian (1957)[7]
- Suita bułgarska na fortepian (1958)[1]
- Koncert na dwie harfy i orkiestrę smyczkową[3] (1959)[1]
- Divertimento na instrumenty strunowe i dęte drewniane (1961)[1]
- Suita polska na małą orkiestrę symfoniczną (1962)[1]
- Koncert na sopran i orkiestrę do słów Rabindranatha Tagorego (1963)[8]
- Ondraszek, suita baletowa na orkiestrę symfoniczną (1964)[9]
- Sonata na dwoje skrzypiec i kontrabas (1966)[5]
- Pieśń o urodzaju na chór i orkiestrę do słów Tadeusza Śliwiaka[4]